# OTO/Ansaldo 152/53
Il cannone 152/53 Modello 1926 ed il successivo 152/53 Modello 1929, realizzati dall'Ansaldo di Genova e dall'OTO, hanno costituito l'armamento principale delle prime quattro serie degli incrociatori leggeri della Classe Condottieri che erano equipaggiati con quattro torri binate di queste armi in configurazione superfiring a poppa e a prora.
Il modello 1926 ha costituito l'armamento della prima serie costituita dai quattro Di Giussano, mentre il modello 1929 ha costituito l'armamento principale delle tre serie successive costituite dai due Diaz, dai due Montecuccoli e dai due Aosta; l'ultima serie dei Condottieri costituita dai due Abruzzi venne invece equipaggiata con il modello OTO/Ansaldo 152/55 che ha costituito anche l'armamento secondario delle navi da battaglia della Classe Littorio.

## Caratteristiche
Gli impianti erano tutti binati a culla unica con caricamento a braccio oscillante. La soluzione a culla unica, la meccanizzazione molto spinta del sistema di caricamento e la leggerezza dell'insieme causarono un'innumerevole serie di inconvenienti che richiesero numerose modifiche agli impianti per renderne il funzionamento più sicuro. L'arma soffriva inoltre di una notevole dispersione delle salve (su cui queste modifiche ebbero ben poco effetto) che non venne significativamente ridotta nemmeno con la riduzione della velocità iniziale da 1000 m/s a 950-850 m/s. Per rimediare a questo difetto venne sviluppato il successivo 152/55 che risultò meno impreciso del 152/53 grazie alla maggiore lunghezza della canna che migliorava il rendimento termodinamico dell'arma.
Attualmente un cannone da 152/53 del Montecuccoli, insieme ad altri reperti della stessa nave si trova collocato sul monte Pulito, nei pressi della Trinità, all'ingresso della Città della Domenica, il parco divertimenti faunistico di Perugia in località Ferro di Cavallo distante circa 2 km dal capoluogo umbro.